# Gremio dei Braccianti
Il Gremio dei Braccianti (denominato fino al 2022 Arcigremio della Mercede) è una corporazione di arti e mestieri (gremio) della città di Sassari.

## Storia
Il convento dei mercedari venne costruito a Sassari grazie ad una donazione testamentaria di don Gavino Marongiu Gambella, morto nel 1610, e i frati ebbero una prima sede già dal 1615 nella zona della città nota come "Patio grande", situata a breve distanza dalla fontana del Rosello. In seguito i frati si trasferirono prima presso la chiesetta di Sant'Eusebio, posta al di fuori delle mura cittadine in prossimità della porta di Santu Flaxiu (di San Biagio), odierna porta di Sant'Antonio Abate, e dal 1620 ottennero il trasferimento presso la chiesa di San Paolo extramuros.
I padri mercedari fondarono una confraternita laicale intitolata alla Vergine santissima della Mercede, che ebbe il compito di raccogliere fondi con la questua per la redenzione degli schiavi. La confraternita esisteva già nel 1653, data cui fanno riferimento alcune fonti.
Il convento venne soppresso nel 1836 in seguito alla costruzione del cimitero presso gli "orti di Calamaxiu", confinanti con la chiesa, e la confraternita si trovò priva di guida. Nel febbraio del 1848 si trasformò in Gremio della Mercede, mantenendo come patrona la Madonna della Mercede.
Nel 1867 fu redatto lo statuto, andato in seguito distrutto da un incendio. In seguito alle precarie condizioni della sede nella chiesa di San Paolo, alla fine del secolo il Gremio della Mercede si trasferì nella chiesa di Santa Maria di Betlem. A partire almeno dal 1874 il gremio curava la festa patronale della Madonna della Mercede nella prima domenica di settembre, con la relativa processione; oggi la festa si celebra solennemente la prima domenica di ottobre con grande concorso di fedeli, nonostante la ricorrenza liturgica della Madonna della Mercede sia il 24 settembre.
Il 27 settembre del 1903 venne benedetta la nuova bandiera della Mercede nella chiesa di Santa Maria di Betlem nel 1952 venne approvato il suo nuovo statuto-regolamento.
Nel 1979 l'attuale Gremio fu tra i fondatori dell'Intergremio Città di Sassari. Ad oggi il gremio non fa più parte dell'intergremio, come non ne fa più parte il gremio dei massai.
Il 4 giugno del 1982 la sede del gremio venne trasferita nella chiesa parrocchiale di San Giuseppe, dove il simulacro della Vergine Santissima della Mercede è ospitato nella prima cappella a destra, dedicata al santo gesuita San Luigi Gonzaga. Nella cappella è custodito anche il Candeliere del gremio.
L'11 febbraio del 1985 il maestro generale dei mercedari aggregò il gremio all'ordine, concesse il titolo di "Arcigremio" ed il 5 ottobre del 1985 incoronò personalmente il venerato simulacro della Madonna.
Il 12 luglio 2016, con votazione unanime, il Consiglio Comunale di Sassari (con la precedente approvazione dell'Intergremio) ha votato a favore dell'ammissione del gremio alla Faradda di li candareri a partire dall'edizione del 2017, salvo poi modificare il regolamento delle iniziali condizioni e prescrizioni della Commissione Storica; il gremio fu perciò costretto a rinunciare a partecipare alla discesa per motivi legati al nome del gremio e al vestiario.
Il 23 giugno 2022, con voto unanime del Consiglio Comunale, è stato ammesso, con norma transitoria al regolamento, a prender parte alla Discesa dei Candelieri con il proprio Candeliere a partire dallo stesso anno previa modifica del nome con la decadenza del prefisso "arci-", così come stabilito dalla delibera 33/2022 del comune di Sassari.

## Divisa e simboli
Il gremio ha la Bandiera di colore bianco.
I Gremianti indossano una cappa bianca, un frac nero con ricami alle maniche e una spilla riportante lo stemma dell'Ordine della Mercede, la spada e un corpetto di broccato con bottoni tipici dell'artigianato sardo.
L'obriere non indossa la cappa a differenza degli altri gremianti ma porta la fascia.

## Candeliere
Il Candeliere del gremio è stato solennemente benedetto l'8 dicembre 2006 dal Vicario Generale dell'Arcidiocesi di Sassari, delegato per l'occasione dall'Arcivescovo di Sassari.
Interamente dipinto in stile "marmorino" di colore verde acqua, il candeliere reca al centro del fusto l'immagine della Madonna della Mercede. Il capitello è esagonale e in ogni faccia reca una finta edicola con timpano in cui sono presenti le immagini dei Santi Mercedari.
Il Candeliere verrà ornato da una corona di bandiere rosse e gialle, a ricordo dei colori dello stemma Mercedario, su cui svetterà una bandiera bianca con l'immagine della Beata Vergine Maria della Mercede, patrona del gremio.